# Bražiska
Přírodní památka Bražiska je území o celkové rozloze 5 ha, nacházející se na levém břehu Vsetínské Bečvy, vzdálené zhruba 1,5 kilometru jihozápadně od Valašského Meziříčí a 1 km severozápadně od obce Jarcová. Území přírodní památky Bražiska je specifické mocnými lavicemi a deskami pískovce, které dosahují délky až 250 cm a vychází na povrch v korytě řeky Vsetínská Bečva. Území je poměrně hustě zalesněno, většinou se jedná o listnatý les s přirozenou skladbou dřevin a typickou karpatskou květenou. 

## Flóra a vegetace
Lesní porosty přírodní památky Bražiska tvoří především karpatská dubohabřina, které dominuje habr obecný (Carpinus betulus). Co se týče bylinného patra, to je tvořeno karpatskou květenou. Hojná je například kyčelnice žláznatá (Dentaria glandulosa), dále potom ladoňka karpatská (Scilla kladnii), hrachor jarní (Lathyrus vernus), kokořík mnohokvětý (Polygonatum multiflorum), kopytník evropský (Asarum europaeum), kostival hlíznatý (Symphytum tuberosum), lilie zlatohlavá (Lilium martagon), oměj vlčí mor (Aconitum lycoctonum), orsej jarní (Ficaria verna), plicník lékařský (Pulmonaria officinalis), podbílek šupinatý (Lathraea squamaria), prvosenka jarní (Primula veris), prvosenka vyšší (Primula elatior), vraní oko čtyřlisté (Paris quadrifolia), samorostlík klasnatý (Actaea spicata), svízel vonný (Galium odoratum) a zapalice žluťuchovitá (Isopyrum thalictroides).

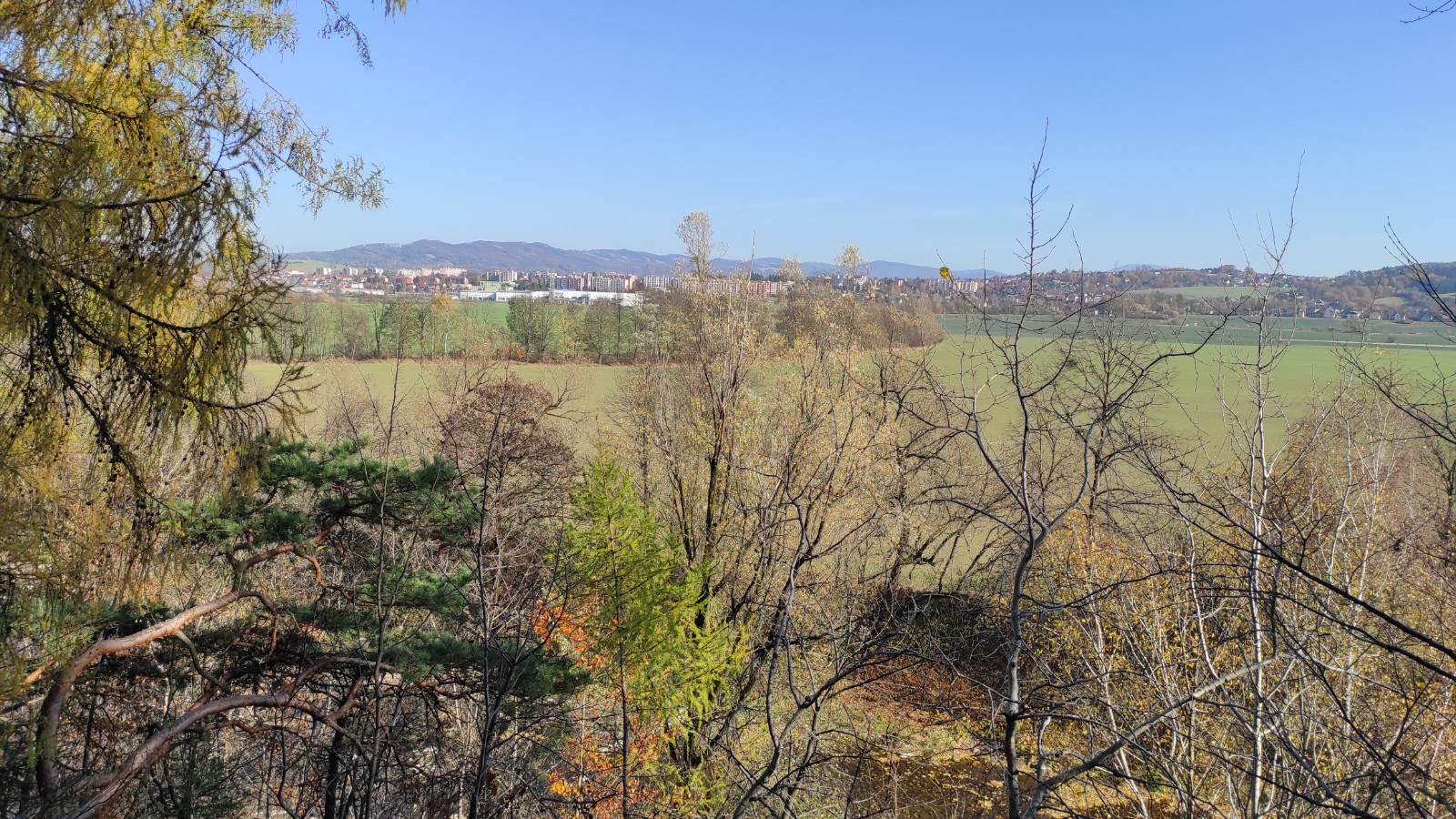
Výhled z Bražisek na město Valašské Meziříčí

Zřejmě největší zajímavostí přírodní památky Bražiska z hlediska flóry a vegetace je výskyt rostliny jaterník podléška (Hepatica nobilis). Přírodní památka Bražiska je jedním z mála míst ve Zlínském kraji, kde tato rostlina roste.

## Fauna
Na území přírodní památky je možno setkat se s celou řadou živočichů. Ze zástupců ptačí říše je to například strakapoud malý (Dryobates minor), ťuhýk obecný (Lanius collurio) a vzácně také pěnice vlašská (Sylvia nisoria). Ve Vsetínské Bečvě pod Bražisky se můžeme setkat až s deseti druhy ryb, přičemž nejbohatší zastoupení z hlediska množství druhů je možné pozorovat především v místech s peřejemi a skalními prahy. Vody pod Bražisky obývá například parma obecná (Barbus barbus), ouklejka pruhovaná (Alburnoides bipunctatus), jelec tloušť (Squalius cephalus), hrouzek obecný (Gobio gobio), pstruh obecný potoční (Salmo trutta morpha fario), pstruh duhový (Oncorhynchus mykiss), mřenka mramorovaná (Barbatula barbatula) či ostroretka stěhovavá (Chondrostoma nasus). 
Zcela výjimečně se na Bražiskách lze setkat také s medvědem hnědým (Ursus arctos), jehož výskyt byl zaznamenán v okolí obcí Jarcová a Oznice, jejichž katastrální území do Bražisek zasahují.  Častější je již výskyt prasete divokého (Sus scrofa) a Krtka obecného (Talpa europaea). 

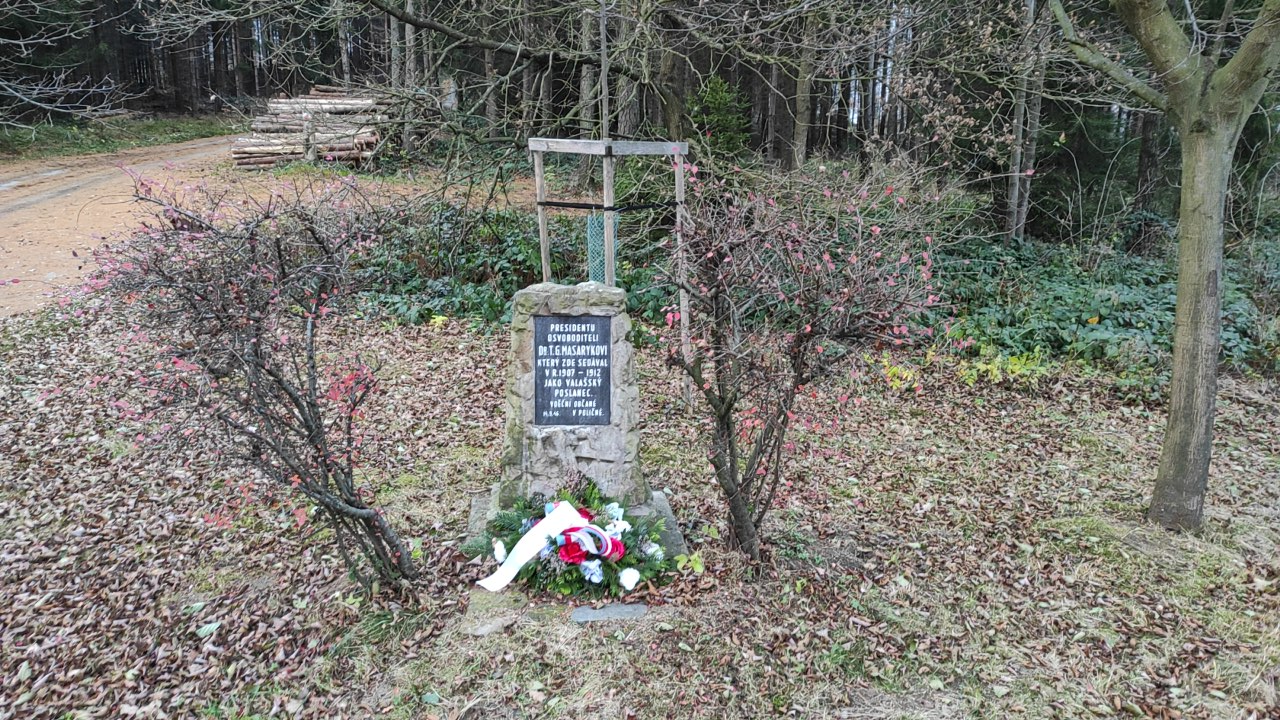
Pomník prvního československého prezidenta na Píškové

## Zajímavosti
Okolí Bražisek často navštěvoval první československý prezident Tomáš Garrique Masaryk jakožto valašský poslanec říšského sněmu v letech 1907–1914. Na památku této skutečnosti vznikla naučná stezka, která prochází Bražisky a pobyt prvního československého prezidenta připomíná. Za zmínku také stojí pomník Tomáše G. Masaryka, který se nachází nad Bražisky poblíž vrcholu Píškové.
Nedaleko od přírodní památky Bražiska se nachází přírodní památka Jarcovská kula, kterou na místo dle pověsti dopravil čert, kterému kula upadla při stavění hráze, jež měl stavět nedaleko. 
Nad Bražisky se od roku 2009 do roku 2018 tyčila dřevěná rozhledna, která návštěvníkům umožňovala pohled na celou přírodní památku a její okolí, město Valašské Meziříčí, Beskydy, za dobrého počasí Pustevny či dokonce Jeseníky. Rozhledna byla odstraněna kvůli špatnému stavu dřevěné konstrukce. 

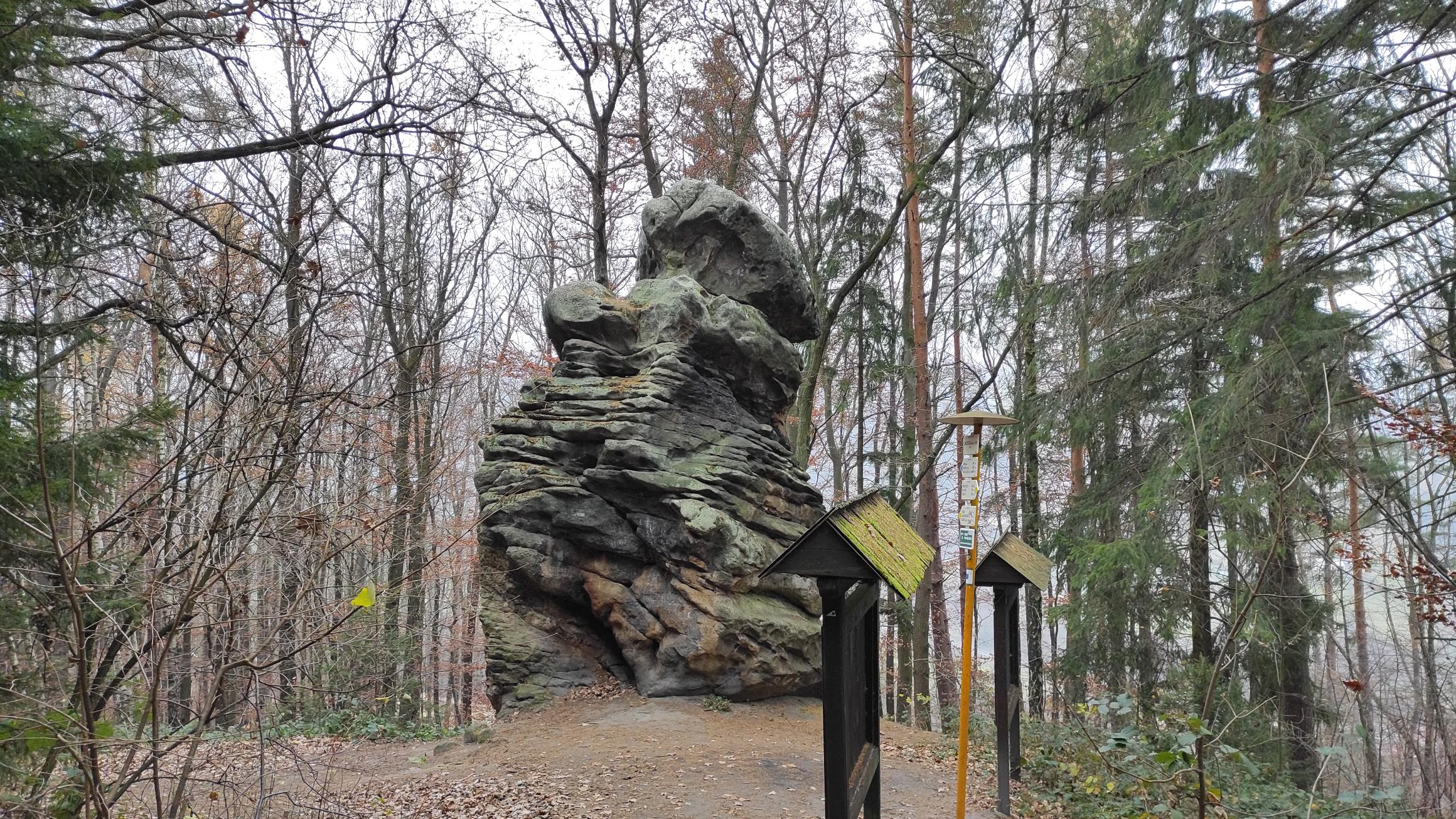
Jarcovská kula